# Rudolf Criegee
Rudolf Criegee (né le 23 mai 1902 à Düsseldorf, mort le 7 novembre 1975 à Karlsruhe) est un chimiste organicien allemand.

## Biographie
Rudolf  Criegee étudie la chimie à partir de 1920 à l'Université de Tübingen, puis à celle de Greifswald et enfin à celle de Würzburg et obtient son doctorat en 1925 sous la direction d'Otto Dimroth. En 1930, il obtient son habilitation avec un travail sur l'« oxydation d'hydrocarbures insaturés avec du sels de plomb(IV) ».
En 1937, il obtient une chaire  à l'Institut de technologie de Karlsruhe et est nommé professeur titulaire en 1942. 
Parmi ses principales réalisations, on peut compter la résolution du mécanisme réactionnel de l'ozonolyse. Indépendamment de Robert B. Woodward et Roald Hoffmann (Règles de Woodward–Hoffmann), il travaille sur les réactions des cycles et sur les mécanismes de réarrangement des cycles et arrive aux mêmes conclusion qu'eux, mais ne parviendra pas à publier ses résultats à temps.

## Récompenses
- Médaille Emil-Fischer (Emil-Fischer-Medaille ) de la Gesellschaft Deutscher Chemiker (société de chimie allemande)

## Sociétés savantes
- Académie bavaroise des sciences
- Académie heidelbergeoise des sciences
- Leopoldina
- Membre honoraire de la New York Academy of Sciences